# Cafius luteipennis
Cafius luteipennis är en skalbaggsart som beskrevs av John Lawrence LeConte. Cafius luteipennis ingår i släktet Cafius och familjen kortvingar. Inga underarter finns listade i Catalogue of Life.